# Perserud
Perserud är ett naturreservat i Arvika kommun i Värmland.
Detta endast 2 hektar stora reservat ligger 15 km nordost om Arvika. Det är skyddat sedan 1962 och är ett orört gammelskogsområde.

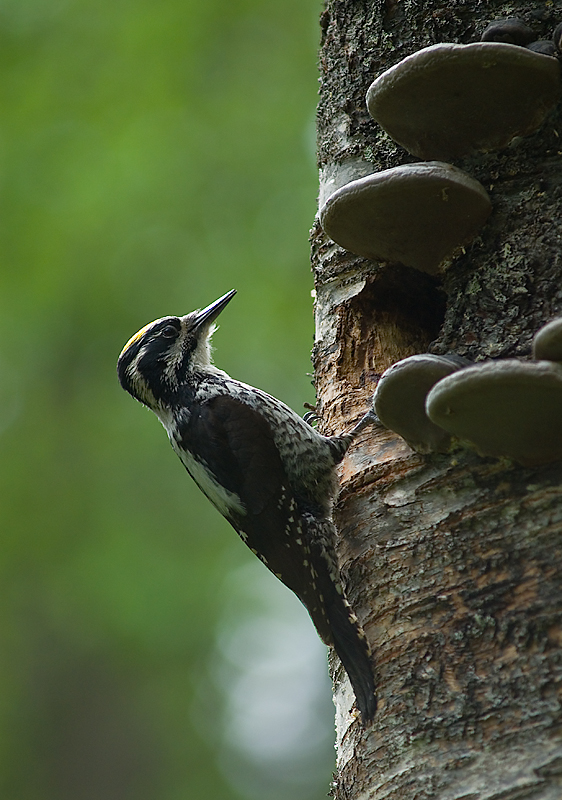
Tretåig hackspett

Granarna och tallarna på moränryggen är mycket gamla. Flera tallar är över 300 år. Utöver den levande skogen finns det gott om torrträd och liggande döda träd.
Inom området förekommer violettgrå tagellav och mörk husmossa. Bland förekommande fåglar kan spillkråka och tretåig hackspett nämnas.